# Юлдыбай
Юлдыба́й (баш. Юлдыбай) — деревня в Кугарчинском районе Башкортостана, административный центр Юлдыбаевского сельсовета.

## Этимология
До 10 сентября 2007 года деревня официально носила название 1-е Юлдыбаево. Название Юлдыбай (также как Юлдыбаево) восходит к мужским именам Юлаш, Юлдаш, Юлдыбай, которые можно перевести как «спутник», «попутчик». В свою очередь в основе антропонима лежит тюркское юл — «дорога», «путь», с имяобразующими суффиксами -аш, -ды, -даш. В случае Юлдыбай добавляется еще и окончание бай со значнением «господин, багач».

## География
Стоит на малых реках Тассы и Сакашкы, вблизи реки Большой Ик.
Географическое положение
Расстояние до:
- районного центра (Мраково): 25 км,
- ближайшей ж/д станции (Мелеуз): 85 км.

## История
До 10 сентября 2007 года деревня носила название 1-е Юлдыбаево.
Согласно Закону о границах, статусе и административных центрах муниципальных образований в Республике Башкортостан в 2005 году вошло в состав сельского поселения Юлдыбаевский сельсовет.
Согласно Закону Республики Башкортостан от 27 февраля 2012 года № 504-з «О переносе административного центра Юлдыбаевского сельсовета Кугарчинского района Республики Башкортостан» деревня Юлдыбай стала административным центром поселения вместо хутора Новохвалынский.

## Население
| 2002 | 2009 | 2010 |
| ---- | ---- | ---- |
| 335  | ↘304 | ↘276 |

## Инфраструктура
Личное подсобное хозяйство. Администрация поселения.

## Транспорт
Просёлочные дороги.